# Iwan Panczyszyn
Iwan Mykołajowycz Panczyszyn, ukr. Іван Миколайович Панчишин, ros. Иван Николаевич Панчишин, Iwan Nikołajewicz Pancziszin (ur. 15 czerwca 1961 we wsi Kołodruby, w obwodzie lwowskim) – ukraiński piłkarz, grający na pozycji obrońcy, trener piłkarski.

## Kariera piłkarska

### Kariera klubowa
Wychowanek Szkoły Piłkarskiej Karpaty Lwów. W 1980 rozpoczął karierę piłkarską w drużynie rezerw Karpat Lwów. W latach 1981–1982 podczas służby wojskowej grał w klubie Silmasz Kowel. Po zakończeniu służby wojskowej został piłkarzem Nywy Winnica. W lutym 1985 został zaproszony do Metalista Charków. Po spadku klubu z Wyższej ligi latem 1994 odszedł do Polihraftechniki Oleksandria. W lipcu 1995 roku zmienił klub na Karpaty Lwów. W sierpniu 1996 powrócił do charkowskiego klubu, w barwach którego w końcu 1997 zakończył karierę piłkarską.

## Kariera trenerska
Po zakończeniu kariery piłkarskiej rozpoczął pracę szkoleniową. Najpierw pomagał trenować drugą drużynę Metalista Charków. W latach 2000–2002 trenował Arsenał Charków, a od 2003 do 2006 pracował na stanowisku głównego trenera klubu Hazowyk-ChHW Charków. W sezonie 2007/08 prowadził Nywę Winnica.

## Sukcesy i odznaczenia

### Sukcesy klubowe
- zdobywca Pucharu ZSRR: 1988
- finalista Pucharu Ukrainy: 1992
- mistrz Wtoroj ligi ZSRR, strefa ukraińska: 1984
- brązowy medalista Pierwszej Ligi Ukrainy: 1998

### Sukcesy indywidualne
- wybrany do listy 33 najlepszych piłkarzy roku na Ukrainie: 1984

### Odznaczenia
- tytuł Mistrza Sportu ZSRR